# مكتبة بلدية رام الله العامة
تأسست مكتبة رام الله العامة عام 1957 ويعود الفضل في تأسيسها إلى مدير الكلية الوطنية السيد خليل أبو ريا وتهدف المكتبة العامة إلى تشجيع القراءة والبحث العلمي. تقع المكتبة العامة في موقع يتوسط المدينة بحيث يجعل الوصول إليها سهلا من قبل الطلاب والباحثين وقريبة من المواصلات العامة. ويتميز موقعها الذي يطل على مدينة رام الله بالهدوء وجمال منظر المدينة. تحتوي المكتبة العامة على 40.000 كتاب باللغة العربية واللغة الإنجليزية واللغة الفرنسية بمختلف المواضيع العلمية والاجتماعية والسياسية والدينية والإنسانية واللغات والفلسفة وعلم الصحافة والمعارف العامة. بالإضافة إلى قسم الدوريات والفهارس والموسوعات.
ولتسهيل خدمة رواد المكتبة تم حوسبة المكتبة وإدخال جميع الكتب والمراجع على الكمبيوتر لتسهيل عملية البحث وإيجاد المراجع بسهولة. وتم أيضا نشر المحتويات جميعها على شبكة الانترنت لتسهيل معرفة ما في داخل المكتبة من كتب ومراجع وحجز كتب للباحثين عن طريق شبكة الإنترنت. عدد المشتركين في المكتبة 4934 مشتركا موزعين بين طلاب مدارس وطلاب جامعات وربات بيوت ومثقفون وتبلغ نسبة المشتركين من الإناث على 54% وتردد النساء على المكتبة واستعارة الكتب بشكل يومي.